# Сапега, Николай (1581)
Николай Пий Сапега по прозвищу Набожный (лат. Pius, пол. Pobożny; ок. 1581 — 14 марта 1644) — государственный деятель Великого княжества Литовского, дворянин королевский (1616), хорунжий великий литовский (1627—1638), воевода минский (1638) и берестейский (1638—1642), каштелян виленский (1642—1644).
Ему принадлежали Кодно (построил там костёл и госпиталь), Вишница, Заозерье и Мстиж.

## Биография
Представитель коденской линии литовского магнатского рода Сапег герба «Лис». Второй сын воеводы полоцкого Николая Павловича Сапеги (1545—1599) от брака с княжной Анной Андреевной Вишневецкой (ум. ок. 1595).
В юности Николай вместе с братом Кшиштофом много путешествовал по странам Западной Европы, учился в иезуитском коллегиуме в Бранево (Браунсберге), затем в университетах Вены, Трира, Майнца (1608), Парижа (1609—1610) и Мадрида (1611). Также братья посетили Рим (1612) и остров Мальту (1613). В октябре 1613 года Николай и Христофор Сапеги вернулись на родину.
Вернувшись из-за границы домой, Николай Сапега попытался начать политическую карьеру, которая, несмотря на поддержку влиятельного родственника, канцлера великого литовского Льва Ивановича Сапеги, вначале не сложилась. В 1621 году был избран послом на сейм, в 1622 году стал депутатом Трибунала Великого княжества Литовского.
В 1625—1627 годах Николай Сапега вновь находился за границей, в основном, в Италии. В 1627 году после возвращения домой получил должность хорунжего великого литовского.
В 1632 году хорунжий великий литовский Николай Сапега присутствовал на похоронах короля польского Сигизмунда III Вазы. В 1634 году в должности маршалка Литовского Трибунала встречал короля Владислава и королевича Яна Казимира, возвращавшихся из смоленской кампании. В 1637 и 1638 годах дважды избирался послом на сеймы.
В июле 1638 года Николай Сапега получил должность воеводы минского, а в ноябре того же года стал воеводой берестейским. В 1642 году король польский Владислав Ваза, чтобы укрепить позиции Сапег в Литве, назначил Николая Сапегу каштеляном виленским.

## Религиозные взгляды
В 1629 году Николай Сапега начал строительство костёла в своей родовой резиденции — Кодно. В следующем 1630 года отправился в Рим, где получил аудиенцию у папы римского Урбана VIII. Он помолился в папской часовне перед образом Грегорианской Богородицы, известной также как Богородица Гваделупская, и выздоровел от мучительной болезни. Николай Сапега попытался вывезти икону Богородицы в Литву, но кардиналы отказались ему уступить. Тогда он похитил икону и тайно вывез её окружными дорогами через Загреб и Львов в Кодно, где икона находится и поныне, ставшая известной как Коденская. 8 сентября 1631 года образ был помещен в Коденский замок. Папа Урбан VIII отлучил Николая Сапегу от церкви. В 1635 году Николай Сапега решительно выступил против брака короля Владислава IV Вазы с протестантской принцессой Елизаветой Нойбургской.
Согласно другой версии Николай Сапега способствовал распространению унии в Великом княжестве Литовском. После этого папский нунций Висконти написал письмо папе о поступке магната с просьбой вернуть его в лоно католической церкви и позволить оставить образ Богородицы в Кодно. Папа римский согласился, но потребовал, чтобы он совершил пешее паломничество в Рим. В 1635 году Николай Сапега осуществил паломничество и прибыл в Рим, где был прощен и получил в дар сто церковных реликвий. Епископ луцкий получил папское разрешение разместить образ Богородицы Коденской в новом костёле святой Анны. Храм был освящен 8 января 1636 года. Туда были перенесены тела предков Николая Сапеги.

## Семья
Был дважды женат. В 1616 году первым браком женился на Ядвиге Анне Войне (ум. 1642), от брака с которой имел двух сыновей и трёх дочерей:
- Казимир Мельхиад Сапега (1625—1654), дворянин королевский (1647), староста жижморский
- Ян Фердинанд Сапега (1629—1659), чашник великий литовский
- Гальша Сапега, жена подкомория белзского Юзефа Карпа
- Тереза Сапега, 1-й муж полковник королевский и староста жижморский Фелициан Тышкевич, 2-й муж каштелян мстиславский князь Антоний Друцкий-Соколинский
- Яна Петронелла Сапега, жена воеводы берестейского Стефана Курча.

В 1643 году вторично женился на Эльжбете Прусиновской (ум. после 1648), от брака с которой детей не имел.